# 挪威 (南卡罗来纳州)
挪威（英文：Norway），是美国南卡罗来纳州下属的一座城市。城市类型是“Town”。其面积大约为0.8平方英里（2.07平方公里）。根据2010年美国人口普查，该市有人口337人，人口密度约为每平方 英里421.25人（约合每平方公里162.65人）。